# Cratere Magong
Magong  è un cratere sulla superficie di Marte.